# Winterbananenapfel

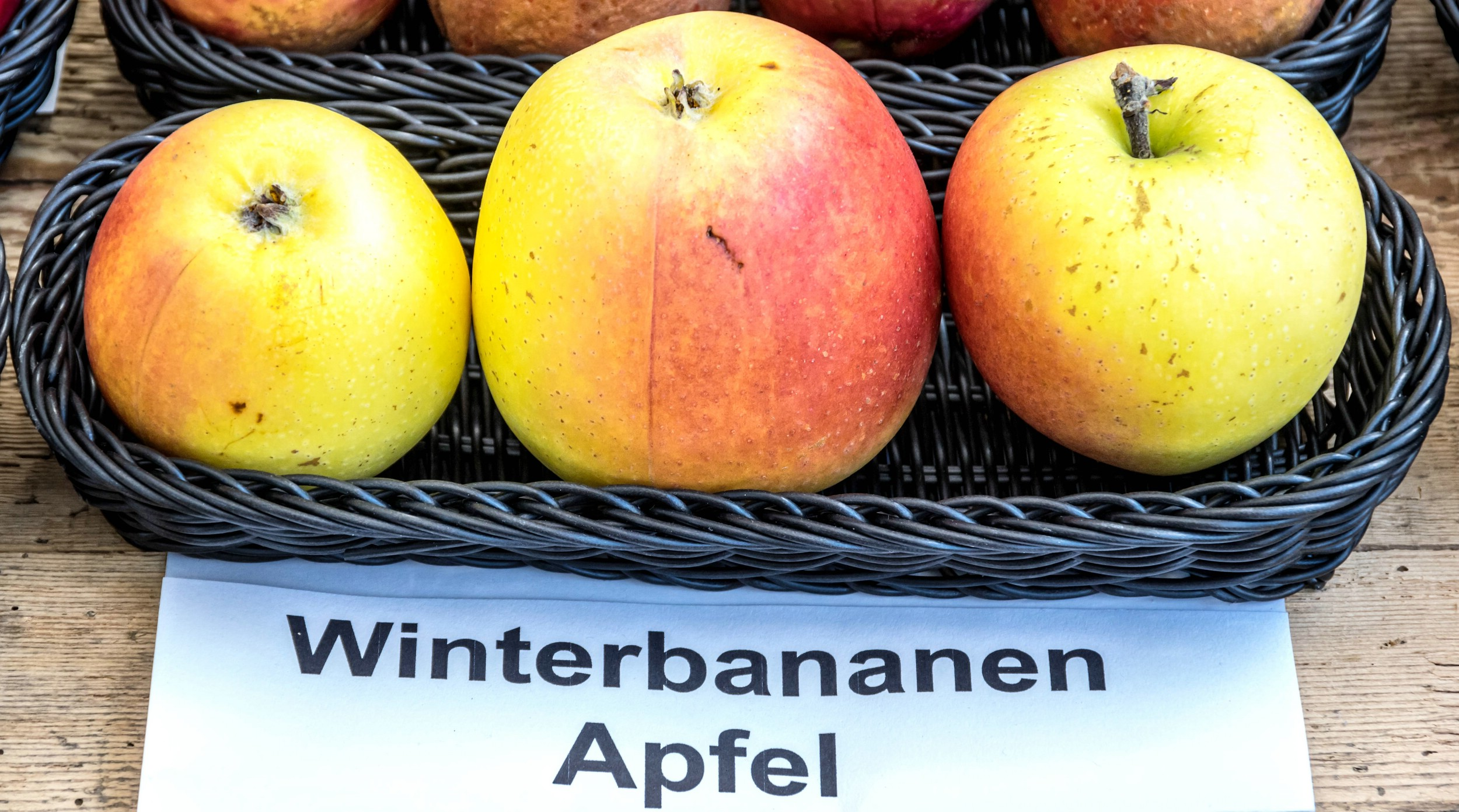
Früchte aus Deutschland

Der Winterbananenapfel ist eine alte nordamerikanische Apfelsorte. Seine Früchte werden als Wirtschaftsobst verwendet und lassen sich lange lagern. Nur in wärmeren Lagen erreichen sie die Qualität von Tafeläpfeln, sonst werden sie meist zum Mosten und Entsaften genutzt. In Deutschland ist die Apfelsorte eher selten auf Streuobstwiesen zu finden. 

## Beschreibung
Die Früchte dieser Apfelsorte sind mittelgroß bis groß, die Form reicht von schwach kegelförmig bis kugelförmig abgeflacht. Die Schale ist glatt, in der Grundfarbe weiß-grün bis gelbgrün. Sind die Äpfel reif, zeigen sie sich auf der Sonnenseite mit roten Streifen, teils auch flächig gerötet. Auffällig sind die bräunlichroten Sprenkel, die die Früchte überziehen. 
Die Erntezeit findet von Mitte bis Ende Oktober mit stabil hohen Erträgen statt. Allerdings sollten die Äpfel erst ab Dezember oder Januar verzehrt werden, können dafür aber – bei guten Lagerbedingungen – bis in den April gelagert werden. Winterbananenäpfel schmecken süß und verfügen über ein zartes Aroma, während ihr Fruchtfleisch mürbe und eher mittelmäßig saftig ist.
Der Baum des Winterbananenapfels bildet eine breite pyramidenförmige Krone und ist als guter Pollenspender für andere Apfelsorten bekannt. Die Ansprüche an Klima und Boden sind mittelmäßig hoch, weswegen sich die Sorte auch für Streuobstwiesen und private Gärten eignet.

## Anbau
Die Sorte ist nur geringfügig anfällig für Apfel-Schorf und Stippe. Durch ihre geringe Frostempfindlichkeit und den starken Wuchs des Fruchtholzes eignet sie sich unter Umständen auch für höhere Lagen. Aufgrund leichter Empfindlichkeit gegenüber Holzfrost sind exponierte Orte aber zu meiden.